# Modena F1
 Modena  o Lambo va ser un constructor de cotxes de competició italià que va arribar a disputar curses a la Fórmula 1. S'anomenava així per la seva estreta relació amb la casa Lamborghini.
Va debutar a la F1 a la temporada 1991 a la prova inicial, el GP dels Estats Units, disputant les setze curses de la temporada de la mà dels pilots Nicola Larini i Eric van de Poele, aconseguint una setena posició com millor classificació en una cursa i no assolint cap punt pel mundial de constructors.

## Resum
| Curses: | Victòries: | Pòdiums: | Poles: | Voltes ràpides: | Punts: |
| ------- | ---------- | -------- | ------ | --------------- | ------ |
| 16 (6)  | 0          | 0        | 0      | 0               | 0      |